# Мамедов, Ами Ага оглы
Ами Ага оглы Мамедов (азерб. Əmi Ağa oğlu Məmmədov, 1922, Баку — 26 марта 1944, Николаев) — матрос, наводчик расчёта противотанкового ружья 384-го отдельного батальона морской пехоты Черноморского флота. Герой Советского Союза.

## Биография
Ами Ага Мамедов родился в 1922 году в Баку в семье азербайджанского рабочего. После окончания 7 классов работал слесарем, потом шофёром в нефтепромысловом управлении «Азизбековнефть».
В 1942 году был призван на службу в ряды Красной Армии, которую проходил на Черноморском флоте ВМФ СССР.
В мае 1943 года был переведён в стрелковую роту 384-го отдельного батальона морской пехоты Черноморского флота, в составе которой осенью того же года участвовал в десантных операциях по освобождению Таганрога, Мариуполя и Осипенко.
Во второй половине марта 1944 года вошёл в состав десантной группы под командованием старшего лейтенанта Константина Фёдоровича Ольшанского. Задачей десанта было облегчение фронтального удара советских войск в ходе освобождения города Николаева, являвшегося частью Одесской операции. После высадки в морском порту Николаева отряд в течение двух суток отбил 18 атак противника, уничтожив около 700 солдат и офицеров противника. В этих боях погибли почти все десантники, в том числе и Ами Ага Мамедов.
Указом Президиума Верховного Совета СССР от 20 апреля 1945 года Ами Мамедову было присвоено звание Героя Советского Союза (посмертно).

## Награды
- Золотая Звезда Героя Советского Союза;
- орден Ленина.

## Память
- На родине Героя, в городе Баку, у школы № 101 установлен бюст.
- В Николаеве в сквере имени 68-ми десантников установлен памятник.
- В посёлке Октябрьском на берегу Бугского лимана установлена мемориальная гранитная глыба с памятной надписью.